# Onofre Vicent Escrivà d'Íxer i de Montpalau
Onofre Vicent Escrivà d'Íxer i de Montpalau, II comte de l'Alcúdia (València 1638 – 1688) fou un erudit, escriptor i poeta valencià del segle xvii.

## Biografia
Destacat membre de la noblesa valenciana del Sis-cents, Onofre Vicent va ser batejat el 13 d'abril del 1638 i va morir el 18 de desembre de 1688. Era el fill primogènit de Gonçal Escrivà d'Íxer, I comte de l'Alcúdia (†1652) i d'Anna Maria Lloris i Montpalau, els quals van contraure matrimoni l'any 1634. Onofre Vicent esdevingué hereu universal del patrimoni familiar a la mort de la seua àvia paterna, Jerònima d'Íxer, l'any 1657. Alhora que II comte de l'Alcúdia, fou baró de Xaló i de Gata, i senyor de Resalany, i des del 1665 comte consort de Xestalgar pel seu matrimoni amb Francesca Felipa de Montsoriu i Montpalau, IV comtessa de Xestalgar.
Es dedicà a l'estudi de la història, les matemàtiques, l'astronomia i les ciències polítiques, i fomentà a València la fundació d'acadèmies literàries. L'any 1685 fundà una acadèmia històrico-literària, que tingué els seus actes solemnes al Palau Reial de València. De fet, Escrivà d'Íxer fou una de les figures més característiques de la societat valenciana preil·lustrada, un humanista polièdric i amic de tertúlies que va aplegar una important biblioteca al carrer del Bisbe. Com a membre de l'estament militar del regne de València, auxilià el virrei en la persecució de bandolers i va ser elegit en diverses ocasions justícia civil i criminal; fou quatre vegades jurat de la ciutat de València, arribant-ne a jurat en cap el 1683 i el 1687. Va ser succeït en els seus títols nobiliaris pel seu fill, Baltasar Escrivà d'Íxer i Montsoriu.

## Obres
En primer lloc, cal dir que va escriure en castellà, exemple clar de la castellanització de l'aristocràcia valenciana. Publicà, anònima, l'obra d'erudició vària “Clarín de la fama” (1683), i deixà inèdits un munt de manuscrits d'història, de política i de poesia. De la seua obra poètica cal destacar “Fábulas de Ulises y Circe”, més diverses composicions incloses en volums col·lectius. Va escriure, a més a més, “Practica del juego de la espada”, “Espejo político de reyes y vasallos en la vida y sucesos de Pedro IV, rey de Aragón, segundo de Valencia y Mallorca y primero de Cerdeña”, un compendi d'història de la Corona d'Aragó entre els primers monarques i les conquestes d'Itàlia, i “Epítome de la Historia de Aragón”. També hom li atribueix una “Historia universal de España” i una “Genealogía de las casas de Escrivá, Monsoriu, Mompalau y Ferrer”, atès que era membre o descendent de tals cases nobiliàries.